# Pilangsari (Kedawung)
Pilangsari is een bestuurslaag in het regentschap Cirebon van de provincie West-Java, Indonesië. Pilangsari telt 6582 inwoners (volkstelling 2010).